# Modra (struga)
Modra – struga, prawy dopływ Brdy o długości 10,60 km. Płynie przez Równinę Charzykowską w województwie pomorskim. Wypływa z jeziora Bobry 6,7 km na wschód od Koczały. Uchodzi do Brdy 300 m na północ od rezerwatu przyrody Przytoń.